# Christine Spatzier
Christine Spatzier (...) è una modella austriaca, vincitrice del titolo di Miss Europa 1959.
La Spatzier fu incoronata Miss Europa il 6 settembre 1959 presso Palermo in Sicilia, dove la rappresentante dell'Austria ebbe la meglio sulle quindici concorrenti del concorso.
In precedenza la modella era stata eletta anche Miss Austria 1959 ed aveva partecipato a Miss Universo 1959, dove però non si era classificata.